# Flottemanville-Hague

Flottemanville-Hague este o comună în departamentul Manche, Franța. În 1 ianuarie 2018 avea o populație de 967 de locuitori.